# 宣德县 (辽朝)
宣德县，中国古县名。
辽朝开泰八年（1019年）置，治所在今内蒙古自治区凉城县东北淤泥滩村。为德州治。金朝大定八年（1168年），改名宣宁县。